# マーガレット・デバーデレーベン・タトワイラー

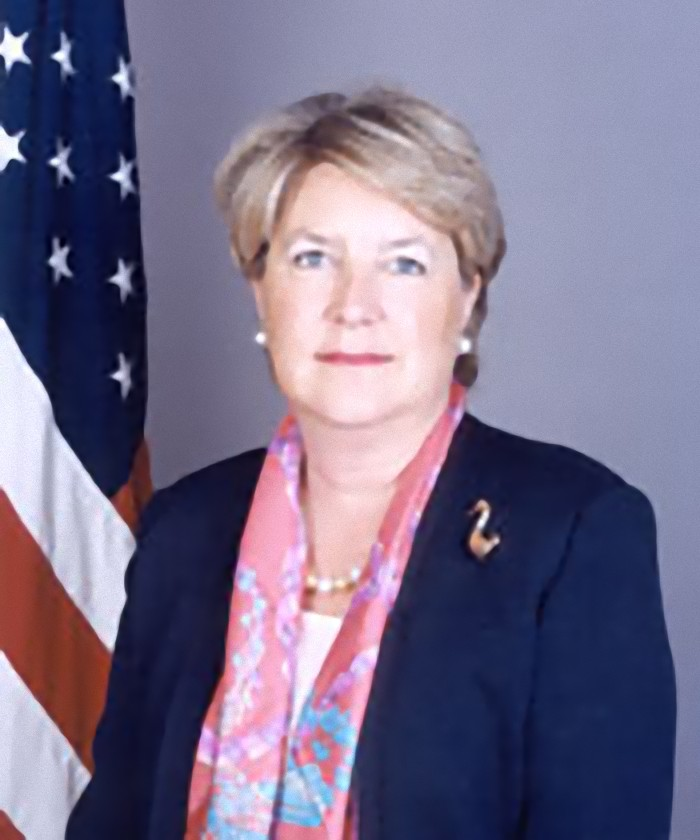
マーガレット・デバーデレーベン・タトワイラー

マーガレット・デバーデレーベン・タトワイラー（Margaret DeBardeleben Tutwiler, 1950年12月28日 - ）は、アメリカ合衆国の政治家。

## 生涯
アラバマ州バーミングハム出身。
1989年3月から1992年8月まで国務次官補（広報担当）。2001年8月から2003年8月まで駐モロッコ大使。2003年12月から2004年6月までアメリカ合衆国国務次官（公共外交・広報担当）。2004年7月からNYSEユーロネクスト通信部長。2007年12月からメリルリンチ通信本部長。